# سرعت زاویه‌ای
در فیزیک سرعت زاویه‌ای (به انگلیسی: angular velocity) نرخ تغییر موقعیت زاویه ای ذره حول مرکز آن. یکای سرعت زاویه‌ای در SI رادیان بر ثانیه است البته از دیگر یکاها مانند درجه بر ثانیه، دور بر ثانیه، دور بر دقیقه و دور بر ساعت و... نیز برای اندازه‌گیری آن استفاده می‌شود. همچنین گاهی سرعت زاویه‌ای را با نام سرعت دورانی نیز می‌شناسند که در آن صورت آن را بر حسب تعداد دایره‌ها یا تعداد دورها در یکای زمان (مانند دور بر دقیقه) اندازه‌گیری می‌کنند. نماد سرعت زاویه‌ای امگا(ω) است. 
جهت بردار سرعت زاویه عمود بر صفحهٔ گردش جسم است و به کمک قانون دست راست بدست می‌آید.
مکان زاویه ای (به انگلیسی: angular position): زاویه خط واصل ذره متحرک به دور محور دوران نسبت به خط مرجع، در حرکت دورانی است.

## سرعت زاویه‌ای جسم نقطه‌ای

### جسم نقطه‌ای در دو بُعد

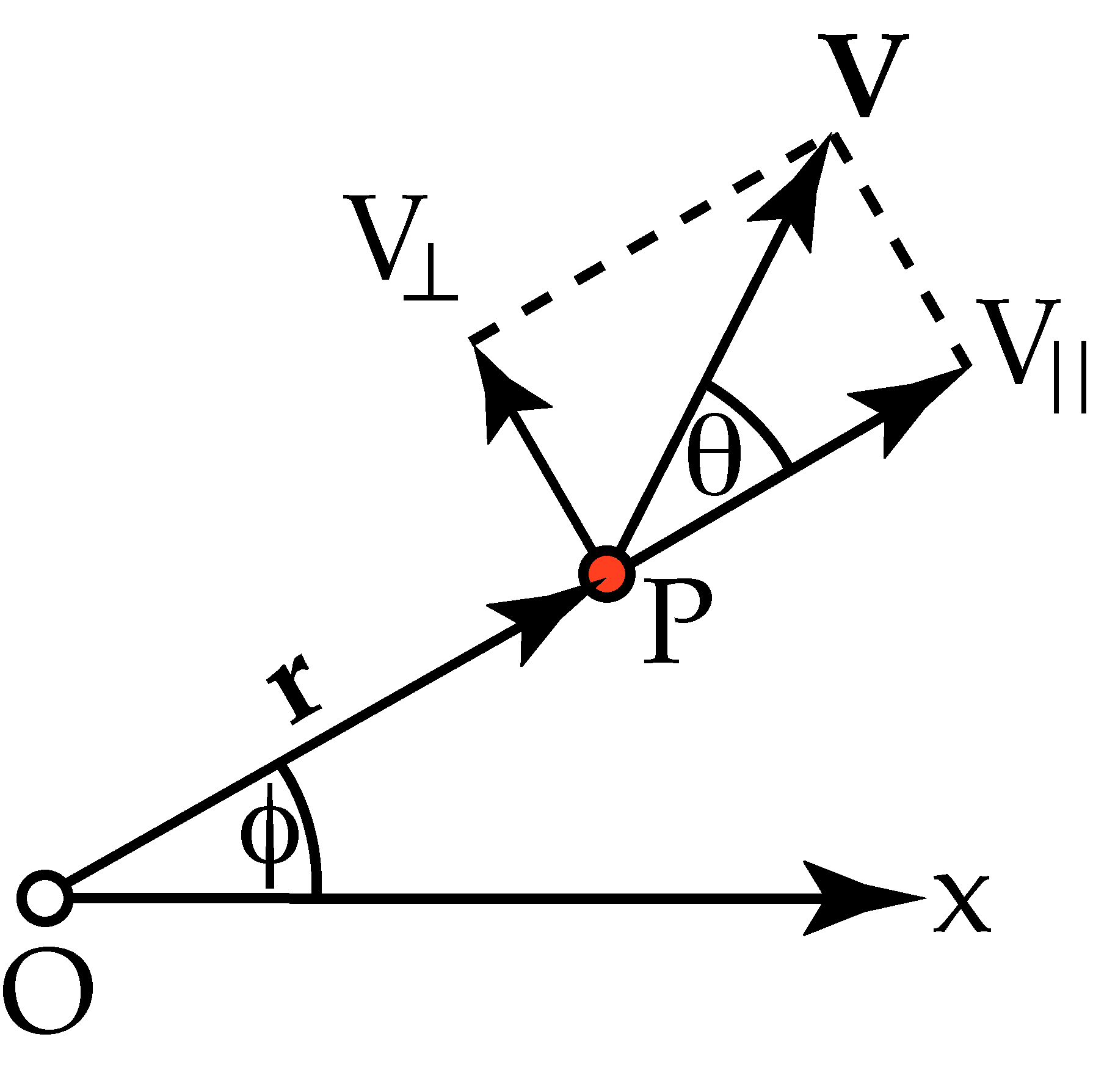
سرعت زاویه‌ای جسم نقطه‌ای در نقطهٔ P نسبت به مبدا O به کمک تجزیهٔ بردار سرعت v به دو بردار عمود بر هم بدست می‌آید.

سرعت زاویه‌ای، در هر لحظه گویای سرعت گردش و راستای محوری است که جسم به دور آن می‌گردد. جهت سرعت زاویه‌ای هم راستای محور گردش است و در این شکل رو به بالا است.

در دو بعد سرعت زاویه ای ω جسم نقطه ای چنین بدست می آید:
{\displaystyle \omega ={\frac {d\phi }{dt}}}
سرعت مماسی آن برابر می‌شود با:
{\displaystyle \mathrm {v} _{\perp }=r\,{\frac {d\phi }{dt}}}
مقدار  v⊥ برحسب v و θ برابر است با:
{\displaystyle \mathrm {v} _{\perp }=|\mathrm {\mathbf {v} } |\,\sin(\theta ).}
با ترکیب رابطه‌های بالا برای ω خواهیم داشت:
{\displaystyle \omega ={\frac {|\mathrm {\mathbf {v} } |\sin(\theta )}{|\mathrm {\mathbf {r} } |}}.}